# Colpocaccus hawaiiensis
Colpocaccus hawaiiensis är en skalbaggsart som beskrevs av Sharp 1903. Colpocaccus hawaiiensis ingår i släktet Colpocaccus och familjen jordlöpare. Inga underarter finns listade i Catalogue of Life.